# David S. Ward
David Schad Ward (Providence, 25 d'octubre de 1945) és un guionista i director de cinema estatunidenc. Va ser nominat a dos premis Oscar pels seus guions per a les pel·lícules El cop (1973) i Alguna cosa per recordar (1993), guanyant pel primer. També va ser nominat per a un premi BAFTA, un Globus d'Or i dos premis del Sindicat de Guionistes d'Amèrica.

## Primers anys
Ward va néixer a Providence, Rhode Island, fill de Miriam (de soltera Schad) i Robert McCollum Ward. Ward té títols del Pomona College (BA), així com de la USC i de la UCLA Film School (MFA). Va treballar en una productora de pel·lícules educatives quan va vendre el seu guió per a El cop (1973), que li va portar a guanyar un Oscar al millor guió original. Després d'aquest èxit inicial, els seus projectes següents van ser pitjors rebuts per la crítica i el públic, inclòs el primer esforç de direcció de Ward, Cannery Row (1982) i una seqüela The Sting II (1983).
A més, els esforços de Ward per vendre un guió basat en els dies fronterers de Califòrnia es van desfer per una "prohibició" de tota la indústria dels westerns després de l'espectacular fracàs de Heaven's Gate (1980) de Michael Cimino. Després va escriure la comèdia <i id="mwKw">Saving Grace</i> (1986) amb pseudònim.

## Remuntada iMajor League
L'estrella d'El cop, Robert Redford, va contractar Ward el 1986 per treballar en The Milagro Beanfield War, dirigida per Redford. La resposta a aquest projecte va permetre a Ward convèncer Morgan Creek Productions i Mirage Productions per finançar Major League (1989), una comèdia de beisbol que havia estat oferint als productors sense èxit des de 1982. Major League va ser un treball d'amor per Ward, que havia viscut al suburbi de Cleveland de South Euclid quan era nen i que havia arrelat als equips dels Indians dels anys cinquanta, inclosos els campions de la Lliga Americana de 1954. "Vaig pensar que l'única manera en què guanyarien alguna cosa en la meva vida era fent una pel·lícula i guanyarien", diu Ward. En els 10 anys posteriors a l'estrena de la pel·lícula, els indis apareixerien a la Sèrie Mundial dues vegades, i després de nou el 2016.
Els esforços posteriors de la Major League i Ward com a escriptor i director, King Ralph (1991) i Major League II (1994), tractaven sobre desfavorits que triomfaven. Més tard va aconseguir un cop de taquilla amb el seu guió (en col·laboració amb Nora Ephron) per Alguna cosa per recordar de 1993. Va tornar al pou, dirigint la seqüela Major League II, i després va passar a la comèdia naval Down Periscope (1996) protagonitzada per Kelsey Grammer. També va fer reescriptures sense acreditar a La màscara del Zorro (1998).

## Docència i carrera actual
Ward actualment és professor a la Universitat de Chapman, al sud de Califòrnia, on ensenya guió i direcció, i actua com a cineasta resident al campus.
Passarien deu anys més abans que Ward fos acreditat en una altra pel·lícula, Flyboys: Herois de l'aire, un drama de la Primera Guerra Mundial de 2006 protagonitzat per James Franco dirigit per Tony Bill (que era productor d'El cop). El 2010 es va anunciar que hi hauria una Major League 4, protagonitzada per molts del mateix repartiment que les pel·lícules anteriors. A finals de 2012, el guió de la pel·lícula ja estava acabat, però la pel·lícula no ha arribat a producció.

## Filmografia

### Llargmetratges
| Any  | Títol                     | Director | Escriptor | Productor |
| ---- | ------------------------- | -------- | --------- | --------- |
| 1973 | Steelyard Blues           | No       | Sí        | No        |
| 1973 | El cop                    | No       | Sí        | No        |
| 1982 | Cannery Row               | Sí       | Sí        | No        |
| 1983 | The Sting II              | No       | Sí        | No        |
| 1986 | Saving Grace              | No       | Sí        | No        |
| 1988 | The Milagro Beanfield War | No       | Sí        | No        |
| 1989 | Major League              | Sí       | Sí        | No        |
| 1991 | King Ralph                | Sí       | Sí        | No        |
| 1993 | Alguna cosa per recordar  | No       | Sí        | No        |
| 1993 | Llops universitaris       | Sí       | Sí        | No        |
| 1994 | Major League II           | Sí       | No        | Sí        |
| 1996 | Down Periscope            | Sí       | No        | No        |
| 2006 | Flyboys: Herois de l'aire | No       | Sí        | No        |
| 2012 | Bloodwork                 | No       | No        | Sí        |
| 2019 | Music, War and Love       | No       | Sí        | No        |

### Curtmetratges
| Any  | Títol           | Escriptor | Assessor | Consultor creatiu |
| ---- | --------------- | --------- | -------- | ----------------- |
| 2006 | Coke Accord     | No        | Sí       | No                |
| 2007 | Llucifer        | Sí        | No       | No                |
| 2008 | Latter-Day Fake | No        | Sí       | No                |
| 2009 | Fiasco          | No        | No       | Sí                |